# Jorge Bom Jesus
Jorge Lopes Bom Jesus (født 26. juli 1962), også kendt som JBJ, er en lingvist og politiker fra São Tomé og Príncipe. Han er medlem af partiet Bevægelsen for Befrielse af São Tomé og Príncipe/Socialdemokratisk Parti (Movimento de Libertação de São Tomé e Príncipe/Partido Social Democrata, MLSTP/PSD) Bom Jesus var leder af oppositionen under premierminister Patrice Trovoada fra Uafhængig Demokratisk Handling (Acção Democrática Independente, ADI) og blev selv premierminister 3. december 2018.

## Barndom og uddannelse
Bom Jesus blev født den 26. juli 1962 i Conceição i Água Grande-distriktet i São Tomé og Príncipe.
I sin ungdom rejste han til Europa. Han er kandidat i portugisisk sprog med en specialisering i afrikansk litteratur fra universitet i Toulouse i Frankrig. Fra universitetet i Porto i Portugal har han en bachelorgrad i fransk og pædagogik, og han er ph.d. i offentlig administration fra universitetet i São Tomé og Príncipe.

## Politisk karriere
Mellem 2008 og 2010 var Bom Jesus uddannelses- og kulturminister i Rafael Brancos regering, og fra 2012 til 2014 var han uddannelses-, kultur- og videnskabsminister i regeringen Gabriel Costa.
Bom Jesus blev valgt til formand for MLSTP/PSD i 2018.
Ved parlamentsvalget i São Tomé og Príncipe i oktober 2018 blev MLSTP/PSD det næststørste parti med 23 mandater efter ADI med 25 mandater. Men Bom Jesus opnåede et snævert flertal blandt São Tomé og Príncipes parlaments 55 medlemmer ved at danne regering med koalitionen  PCD-UDD-MDFM som havde 5 mandater. Omgåelsen af ADI førte til uroligheder i landet, og politiet indførte et 3-dages demonstrationsforbud 12. oktober 2018 efter forfatningsdomstolen havde godkendt valgresultatet.
Bom Jesus blev udnævnt til premierminister ved et dekret fra præsident Evaristo Carvalho den 30. november 2018, og hans regering tiltrådte den 3. december 2018. Bom Jesus erklærede efter tiltrædelsen at en af hans regerings vigtigste opgaver er at bekæmpe korruption i São Tomé og Príncipe.

## Privatliv
Bom Jesus er gift og har 5 børn. Han er katolik.